# Mirta Wons
Mirta Judith Wons (Buenos Aires, 1964. március 12. –) argentin színésznő.

## Színházi szerepei
| Év        | Darab                                | Szerep                          |
| --------- | ------------------------------------ | ------------------------------- |
| 1997-1998 | Stan y Oliver                        | Hugo Midón                      |
| 1997      | Nine, como la felliniana             | Saraghina                       |
| 1999      | Largo viaje de un día hacia la noche | -                               |
| 2002      | Luna gitana                          | Roly Serrano,Silvina Bosco      |
| 2005      | Rita,la Salvaje                      | -                               |
| 2006      | Rosa Fontana Coiffeur                | -                               |
| 2007      | El show de las divorciadas           | -                               |
| 2009      | Confesiones de mujeres de 30         | -                               |
| 2011      | La novicia rebelde (musical)         | színésznő                       |
| 2011      | Mujeres y botellas                   | Carolina Papaleo,Millie Stegman |
| 2011      | Yo y mi Singer                       | -                               |

## Televíziós szerepei

### Filmek
| Év   | Cím                            | Szerep        | Magyar hang |
| ---- | ------------------------------ | ------------- | ----------- |
| 1999 | El amateur                     | -             | -           |
| 2001 | Tre moglie                     | María Ausilia | -           |
| 2002 | Quién es Alejandro Chomski?    | -             | -           |
| 2003 | Vivir intentando               | Nicola        | -           |
| 2006 | El boquete                     | Yolly         | -           |
| 2008 | Gigantes de Valdés             | Pirosca       | -           |
| 2009 | Il richiamo                    | -             | -           |
| 2009 | Rompecabezas                   | -             | -           |
| 2009 | Lucky Luke                     | -             | -           |
| 2010 | Plumíferos,aventuras voladoras | Libia         | -           |

### Sorozatok
| Év        | Cím                                  | Szerep              | Magyar hang    |
| --------- | ------------------------------------ | ------------------- | -------------- |
| 1998      | Alas, poder y pasión                 | Marta               | -              |
| 1999      | Trillizos,dijo la partera!           | Sabrina Mastronardi | -              |
| 1999      | Lucecita (Cabecita)                  | China               | Náray Erika    |
| 2000      | Tiempo final                         | -                   | -              |
| 2001      | El sodero de mi vida                 | Titi                | -              |
| 2002      | Un aplauso para el asador            | -                   | -              |
| 2002-2003 | Son amores                           | Zully               | -              |
| 2003      | Rebelde Way                          | Mónica(Michi)       | -              |
| 2003      | Malandras                            | -                   | -              |
| 2004      | Csacska angyal (Floricienta)         | Beba Torres-Ovideo  | Náray Erika    |
| 2005      | A szerelem rabjai (Amor en custodia) | Nora Vilcapugio     | Kocsis Mariann |
| 2012–     | Violetta                             | Olga Patricia Peña  | Rátonyi Hajni  |